# Quis custodiet ipsos custodes?

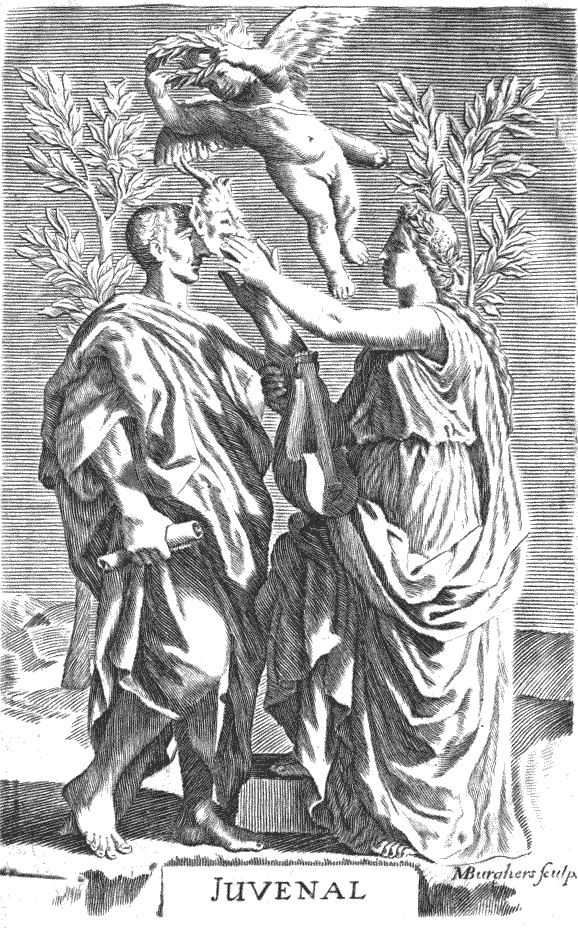
Фраза вперше зустрічається у Сатирах Ювенала

Quis custodiet ipsos custodes? — латинська крилата фраза, у перекладі означає «Хто застереже самих сторожів?» або «Хто спостерігає за самими спостерігачами?». Використовується для опису ситуації, коли люди, поставлені охороняти ті чи інші закони та правила, самі ж їх порушують, розкрадають майно, яке повинні зберегти від злодіїв тощо.

## Походження
Вперше зустрічається у Сатирах (сатира VI, 340) Ювеналу. Давньоримський поет говорить про те, що якщо свідомість людей розбещена, ніякими зовнішніми перешкодами не можна перешкодити їм зробити аморальний вчинок :
|  | Слышу и знаю, друзья, давнишние ваши советы; "Надо жену стеречь, запирать на замок". Сторожей-то Как устеречь? Ведь она осмотрительно с них начинает. Оригінальний текст (лат.) [ audio quid ueteres olim moneatis amici, 'pone seram, cohibe.' sed quis custodiet ipsos custodes? cauta est et ab illis incipit uxor.] Помилка: [undefined] Помилка: {{Lang}}: немає тексту (допомога): текст вже має курсивний шрифт (допомога) |

Авторство висловлювання часто невірно приписується Платону.

## Приклади використання та цитування
|                                                                     | Каковы плоды этой изнурительной заботы о целомудрии женщин? [...] Quis custodiet ipsos custodet? [...] Какими только возможностями не располагают они в наш просвещённый век? |
| — Мішель де Монтень, Проби Книга 3. Глава 5 изд. Наука (1981) ст 82 | |

У романі Вальтера Скотта «Квентін Дорвард» Людовік XI каже Квентіну: «Хіба тут допоможе охорона, дурний хлопчик! quis custodiet ipsos custodes? Хто за поруку, що мені не змінить сама варта, якій я довірив охорону?»
У романі Роберта Хайнлайна «Космічний кадет» (1948) ця фраза служить девізом Космічного Патруля.
Назва коміксу «Вартові» DC Comics (англ. Watchmen) є посиланням до афоризму (англ. Who Watches the Watchmen?). Проте Алан Мур, автор серії, зізнався в інтерв'ю, що не знав першоджерела.
У книзі Дена Брауна «Цифрова фортеця» цей вислів був улюбленим в одного з героїв.
У серії книг Террі Пратчетта «Плоский світ» (підрозділ про Стражу) цю фразу згадують щодо одного з головних героїв: Командувача Стражів Семюеля Ваймса, починаючи з книги «Шмяк!» (англ. Thud!) та пізніших.
У фільмі «Бетмен проти Супермена: На зорі справедливості» можна побачити фразу на одній із колон будинку, в якій відбувається остання битва між головними героями.
«Хто стежить за спостерігачами» — епізод серіалу «Зоряний шлях: наступне покоління», в якому група антропологів спостерігає за примітивною культурою із прихованого місця, але їх виявляють після аварії.
В одинадцятому епізоді «Гомер і „Комітет пильності“» п'ятого сезону мультсеріалу «Сімпсони» коли Гомер говорить про зловживання повноваженнями, його старша дочка Ліза запитує: «Якщо ви поліція, то хто буде поліцією над поліцією?» Гомер відповідає: «Я не знаю. Берегова охорона?»